# 奧利夫 (紐約州)
奧利夫（英語：Olive）是一個位於美國紐約州阿爾斯特縣的鎮。

## 人口
根據2020年美國人口普查的數據，奧利夫的面積為168.85平方千米，當中陸地面積為151.38平方千米，而水域面積為17.47平方千米。當地共有人口4226人，而人口密度為每平方千米25人。